# Франсиску-Алвис
Франсиску-Алвис (порт. Francisco Alves) — муниципалитет в Бразилии, входит в штат Парана. Составная часть мезорегиона Северо-запад штата Парана. Входит в экономико-статистический микрорегион Умуарама. Население составляет 5294 человека на 2006 год. Занимает площадь 321,898 км². Плотность населения — 16,4 чел./км².

## История
Город основан 1 марта 1977 года.

## Статистика
- Валовой внутренний продукт на 2003 год составляет 54 366 840,00 реалов (данные: Бразильский институт географии и статистики).
- Валовой внутренний продукт на душу населения на 2003 год составляет 8977,35 реалов (данные: Бразильский институт географии и статистики).
- Индекс развития человеческого потенциала на 2000 год составляет 0,736 (данные: Программа развития ООН).